# Taonura pala
Taonura pala är en svampdjursart som först beskrevs av Jean-Baptiste Lamarck 1814.  Taonura pala ingår i släktet Taonura och familjen Thorectidae. Inga underarter finns listade i Catalogue of Life.